# Vallées de Tai-pe
Tai-pe Valles
Pour les articles homonymes, voir Taipe.
Les vallées de Tai-pe (désignation internationale : Tai-pe Valles) sont un ensemble de vallées situé sur Vénus dans le quadrangle de Rusalka Planitia. Il a été nommé en référence au terme tahitien désignant la planète Vénus.